# Ignatius XIX. Pilatus I.
Ignatius XIX. Pilatus I. (* in al-Manşūriyyah bei Mardin, † 1597 in Aleppo) war ein Patriarch von Antiochien der syrisch-orthodoxen Kirche.
Getauft auf den Namen Thomas, amtierte er als Maphrian unter dem Namen Basilius Pilatus von 1576 bis 1591. Danach wurde er zum Nachfolger seines jüngeren Bruders, des Patriarchen Ignatius XVIII. David II. Schah, bestellt. Als Patriarch amtierte er von 1591 bis 1597. 1582 empfing er im Kloster Mar Abhai bei Gargar den Gesandten des römischen Papstes Gregor XIII., Leonard Abel, Bischof von Sidon, der sich lobend über seine Gelehrsamkeit äußert. Eine Reihe von ihm kopierter Handschriften sind erhalten.